# Harold Innis
Harold Innis (5 novembre 1894 – 9 novembre 1952) est un professeur canadien-anglais d'économie politique à l'université de Toronto et l'auteur d'ouvrages de référence sur les médias, la théorie de la communication et l'histoire économique du Canada. Malgré sa prose lourde et difficile, de nombreux spécialistes considèrent Innis comme l'un des penseurs canadiens les plus novateurs. Il participe au développement de la théorie des principales ressources qui avance que l'économie, l'histoire, la politique et la culture du Canada ont été fortement influencés par l'exploitation et l'exportation de ressources comme la fourrure, le poisson, le bois, le blé, les minerais et les combustibles fossiles.
Les travaux d'Innis sur la communication explorent le rôle des médias dans le façonnage de la culture et du développement des civilisations. Il avança par exemple que l'équilibre entre les formes écrites et orales de communication contribua à l'épanouissement de la civilisation grecque au Ve siècle av. J.-C. Il avertit cependant que la société occidentale est aujourd'hui menacée par de puissants médias contrôlés par la publicité et obsédés par  l'« esprit présent » et la « destruction systématique, continue et impitoyable des éléments de permanence essentiels à l'activité culturelle. ».
Innis posa les bases de la branche étudiant les sciences humaines et sociales d'un point de vue clairement canadien. En tant que directeur du département d'économie politique de l'université de Toronto, il travailla à la mise en place d'un cadre de spécialistes canadiens pour que les universités ne dépendent plus de professeurs américains et britanniques peu habitués à l'histoire et la culture canadienne. Il parvint à obtenir des sources de financement pour les travaux de recherche canadiens.
Innis tenta également de défendre les universités des pressions économiques et politiques. Il considérait que des universités indépendantes, en tant que centres de la pensée critique, étaient essentielles à la survie de la civilisation occidentale. Son disciple et collègue universitaire, Marshall McLuhan, se lamenta de la mort prématurée d'Innis comme d'une perte désastreuse pour la compréhension humaine. McLuhan écrivit, « je suis heureux de penser mon propre livre La Galaxie Gutenberg comme une note de bas de page des observations d'Innis sur le sujet des conséquences psychiques et sociales de l'écriture et de l'imprimerie ».

## Racines rurales

### Jeunesse
Harold Adams Innis est né en 1894 dans une petite ferme près du village d'Otterville dans le comté d'Oxford au sud-ouest de l'Ontario . Enfant il appréciait les rythmes et les routines de la vie campagnarde et il n'oublia jamais ses origines rurales. Sa mère, Mary Adams Innis, espérait qu'il pourrait devenir pasteur dans la foi baptiste évangélique stricte dans laquelle elle et son mari Williams vivaient. À l'époque, l'église baptiste jouait un rôle important dans les zones rurales. Elle donnait aux familles isolées un sens communautaire et incarnait les valeurs d'individualisme et d'indépendance. Ses congrégations dispersées n'étaient pas non plus dirigées par une autorité bureaucratique centralisée. Innis devint agnostique à l'âge adulte mais ne perdit jamais son intérêt pour la religion. Selon son ami et biographe Donald Grant Creighton, le caractère d'Innis fut façonné par l'église : 

« Le strict sens des valeurs et le sentiment de dévotion à une cause, qui devint tellement sa caractéristique plus tard dans sa vie, étaient dérivés, au moins en partie, de l'instruction transmise si hâtivement et inconditionnellement au sein des murs tellement simples de l'église baptiste d'Otterville. »

Innis étudia à la petite école communale d'une salle d'Otterville et au collège de la communauté. Il termina ses études secondaires à Woodstock dans un institut collégial géré par les baptistes. Il envisageait de devenir enseignant et réussit le concours d'entrée à l'école de formation mais décida de prendre une année pour gagner l'argent nécessaire au financement de ses études. À l'âge de 18 ans, il retourna à l'école communale d'Otterville pour enseigner le temps que le conseil scolaire ne recrute un enseignement qualifié. L'expérience le fit réaliser que la vie dans une petite école rurale n'était pas pour lui.

### Études universitaires

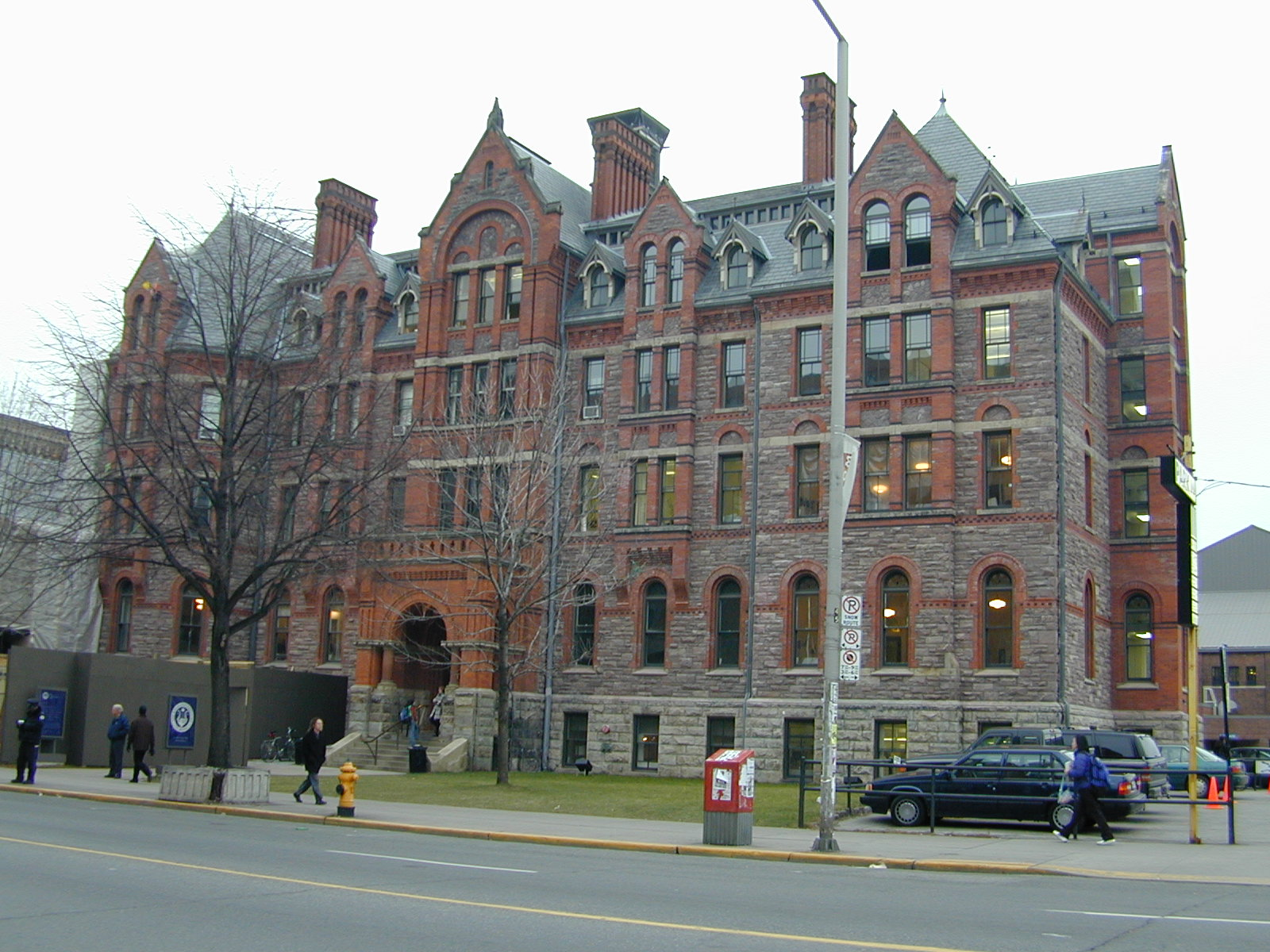
Le bâtiment originel de l'université McMaster au 273 Bloor Street West, (Toronto)

En octobre 1913, Innis commença à étudier à l'université McMaster (alors située à Toronto). En tant qu'université baptiste avec plusieurs anciens élèves de Woodstock, McMaster était un choix naturel pour lui. Les professeurs d'arts libéraux de McMaster l'encouragèrent à penser critiquement et à débattre. Innis fut particulièrement influencé par James Ten Broeke qui lui posa une question en dissertation à laquelle Innis réfléchit toute sa vie : « Pourquoi assistons-nous aux choses auxquelles nous assistons? ».
Avant sa dernière année à McMaster, Innis passa l'été à enseigner à la Northern Star School dans la communauté rurale de Landonville près de Vermilion dans l'Alberta. L'expérience lui fit prendre conscience de l'immensité du Canada. Il apprit également les doléances des habitants de l'Ouest sur les taux d'intérêt élevés et les importants coûts de transport. Durant sa dernière année, Innis se concentra sur l'histoire et l'économie. Il garda à l'esprit la remarque de l'historien W. S. Wallace selon laquelle l'interprétation économique de l'histoire était non seulement la seule possible mais également la plus profonde.

### Première guerre mondiale

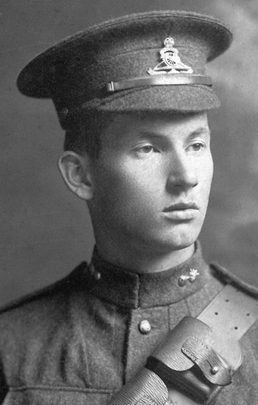
Harold Innis en uniforme

Après avoir été diplômé de McMaster, Innis sentit que ses principes chrétiens l'obligeaient à s'engager dans la Force expéditionnaire canadienne. Il fut envoyé en France à l'automne 1916 pour participer à la Première Guerre mondiale. La guerre de tranchées avec « sa boue, ses poux et ses rats » eut un effet dévastateur sur lui.
Le rôle d'observateur d'artillerie d'Innis lui donna une expérience de première main sur la vie (et la mort) sur le front et il participa à l'attaque canadienne réussie à la crête de Vimy. Les observateurs surveillaient chaque tir d'artillerie et envoyaient des consignes de correction pour que les obus suivants tombent précisément à l'endroit voulu. Le 7 juillet 1917, Innis fut touché par un éclat dans la cuisse droite et il passa huit mois dans un hôpital en Angleterre.
Sa guerre était terminée. Son biographe John Watson nota que la blessure physique mit sept ans à guérir mais que les dégâts psychologiques ne cicatrisèrent jamais. Innis souffrit d'accès récurrents de dépression et de stress post-traumatique du fait de son expérience militaire. Watson note également que la Grande Guerre influença la vision intellectuelle d'Innis. Elle renforça son nationalisme canadien, aiguisa son opinion de ce qu'il pensait être les effets destructifs de la technologie y compris la manière dont les moyens de communication furent utilisés si efficacement pour « vendre » la guerre et le mena, pour la première fois, à douter de sa foi baptiste.

## Études supérieures

### McMaster et Chicago
Harold Innis reçut sa maîtrise universitaire ès lettres à McMaster en avril 1918. Sa thèse, intitulé The Returned Soldier, « était une description détaillée des mesures de politique publique nécessaires non seulement pour aider les vétérans à surmonter les effets de la guerre mais également pour progresser sur la voie de la reconstruction nationale ».

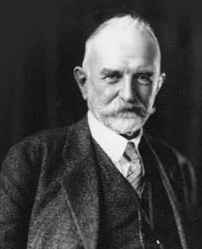
George Herbert Mead

Innis poursuivit ses études à l'université de Chicago et reçut son doctorat avec une thèse sur l'histoire du Chemin de fer Canadien Pacifique en août 1920. Ses deux années à Chicago eurent une profonde influence sur ses travaux ultérieurs. Son intérêt pour l'économie s'accrut et il décida de devenir économiste. La faculté d'économie de Chicago critiquait les théories néoclassiques abstraites et universalistes alors en vogue en avançant que les règles générales d'économie politique devraient être tirées d'études de cas spécifiques.
Innis fut influencé par deux éminents spécialistes en communication de l'université, George Herbert Mead et Robert E. Park. Même s'il n'assista à aucun des cours de ces fameux professeurs, Innis assimila leurs idées selon lesquelles la communication demandait bien plus qu'une transmission d'informations. James W. Carey écrivit que Mead et Peak « caractérisaient la communication comme l'ensemble du processus par lequel une culture apparaît, se maintient dans le temps et se transforme en institutions ».
Alors qu'il était à Chicago, Innis découvrit les idées de Thorstein Veblen, le penseur iconoclaste qui utilisait sa profonde connaissance de la philosophie et de l'économie pour écrire de virulentes critiques de la pensée et de la culture contemporaine. Veblen avait quitté Chicago quelques années auparavant mais ses idées y étaient encore très présentes. Des années plus tard, dans un essai sur Veblen, Innis le félicita pour avoir mené la guerre contre la « pensée économique statique et standardisée ».
Innis découvrit l'enseignement universitaire à Chicago où il donna plusieurs cours d'économie. Parmi ses étudiants figuraient Mary Quayle qu'il épousa en mai 1921. Ils eurent quatre enfants, Donald (1924), Mary (1927), Hugh (1930) et Anne (1933) plus connue sour le nom Dr Anne Innis Dagg zoologiste spécialiste des girafes. Mary Quayle Innis était également une économiste et une auteur et son livre An Economic History of Canada fut publié en 1935 et son roman Stand on a Rainbow en 1943. Elle écrivit également Mrs. Simcoe's Diary (1965), The Clear Spirit: Canadian Women and Their Times (1966) et Unfold the Years (1949). Elle édita le livre posthume d'Innis Essays in Canadian Economic History (1956) et une réimpression de 1972 de son Empire and Communications.

### Histoire du Canadien Pacifique

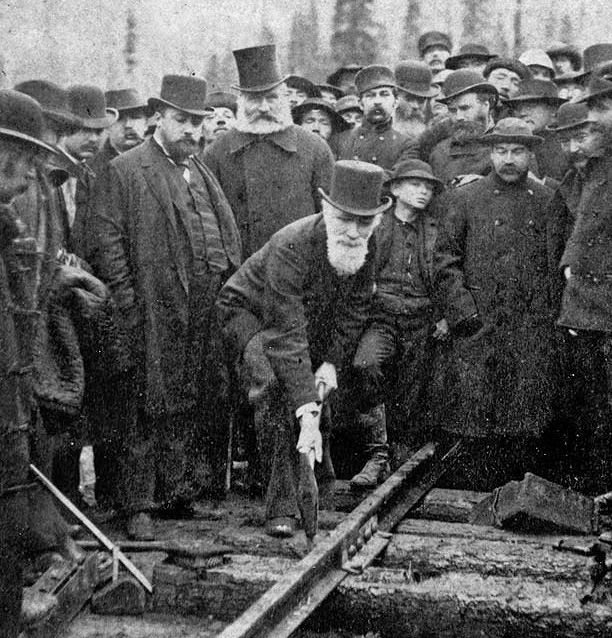
Donald Alexander Smith pose le dernier tire-fond du Canadien Pacifique à Craigellachie en Colombie-Britannique le 7 novembre 1885.

Harold Innis consacra sa thèse de doctorat à l'histoire du Canadien Pacifique (CPR). L'achèvement du premier chemin de fer transcontinental canadien en 1885 fut un moment décisif de l'histoire canadienne. La thèse d'Innis, publiée en livre en 1923, peut être considérée comme une première tentative d'évaluer la signification du chemin de fer du point de vue d'un historien de l'économie. Il rassembla de très nombreux documents et statistiques pour étayer ses arguments. Innis affirmait que ce projet de construction difficile et coûteux était motivé par les craintes d'une annexion de l'Ouest canadien par les États-Unis.
Innis avançait que « l'histoire du Canadien Pacifique est essentiellement l'histoire de l'avancée de la civilisation occidentale dans la moitié nord du continent nord-américain ». L'historien Robert Babe écrivit que, pour Innis, l'équipement du Canadien Pacifique « était un signe massif, rapide, puissant, capitalistique et énergivore lâché au milieu des peuples indigènes dont l'ensemble du mode de vie fut perturbé et finalement anéanti ».
Le spécialiste de la communication Arthur Kroker avance que l'étude d'Innis sur le Canadien Pacifique était seulement la première au cours de laquelle il démontra que la « technologie n'est pas quelque chose extérieure à la nature canadienne mais au contraire qu'elle est la condition nécessaire et la conséquence durable de l'existence canadienne ». Elle reflétait également l'intérêt de tout une vie d'Innis pour l'exercice du pouvoir économique et politique. Son histoire du Canadien Pacifique se terminait, par exemple, avec le rappel des reproches des Canadiens de l'Ouest contre les politiques économiques telles que les coûts de transport élevés et les importants droits de douane conçus pour protéger l'industrie canadienne naissante. Ces Canadiens de l'Ouest se plaignaient que cette Politique nationale transférait l'argent des fermiers des Prairies vers les poches des hommes d'affaires de l'Est. Innis écrivit que « l'ouest du Canada a payé pour le développement de la nationalité canadienne et il semble qu'il doive continuer de payer. L'avidité du Canada de l'Est montre peu de signes d'apaisement ».

## Théorie des principales ressources

### Travail de terrain
En 1920, Innis rejoignit le département d'économie politique de l'université de Toronto et donna des cours de commerce, d'économie et d'histoire économique. Il décida de concentrer ses recherches sur l'histoire économique du Canada, un sujet relativement ignoré et il s'intéressa au commerce de la fourrure. Les fourrures avaient attiré les marchands français et anglais au Canada et elle les motiva pour s'aventurer vers l'ouest dans le réseau de rivières et de lacs du continent. Innis réalisa qu'il devait utiliser des documents d'archives pour comprendre l'historie du commerce de la fourrure mais également se rendre sur le terrain pour obtenir des informations de première main.
Au printemps 1924, un ami et lui prirent un canoë de toile de 5,5 m de long pour descendre la rivière de la Paix jusqu'au lac Athabasca sur des centaines de kilomètres. Ils continuèrent sur la rivière des Esclaves jusqu'au grand lac des Esclaves et terminèrent leur périple à bord d'un remorqueur de la compagnie de la Baie d'Hudson sur le fleuve Mackenzie, le plus long du Canada, jusqu'à l'océan Arctique. Durant ses voyages, Innis élargit ses recherches sur les fourrures en rassemblant des informations sur d'autres produits comme le bois, le papier, les minerais, les céréales et le poisson. Il voyagea tellement souvent qu'au début des années 1940, il avait visité toutes les régions du Canada. Lors de ses déplacements, Innis appliqua toujours les mêmes méthodes en interrogeant les personnes liées à la production de matières premières et en écoutant leurs histoires.

### Traite des fourrures au Canada

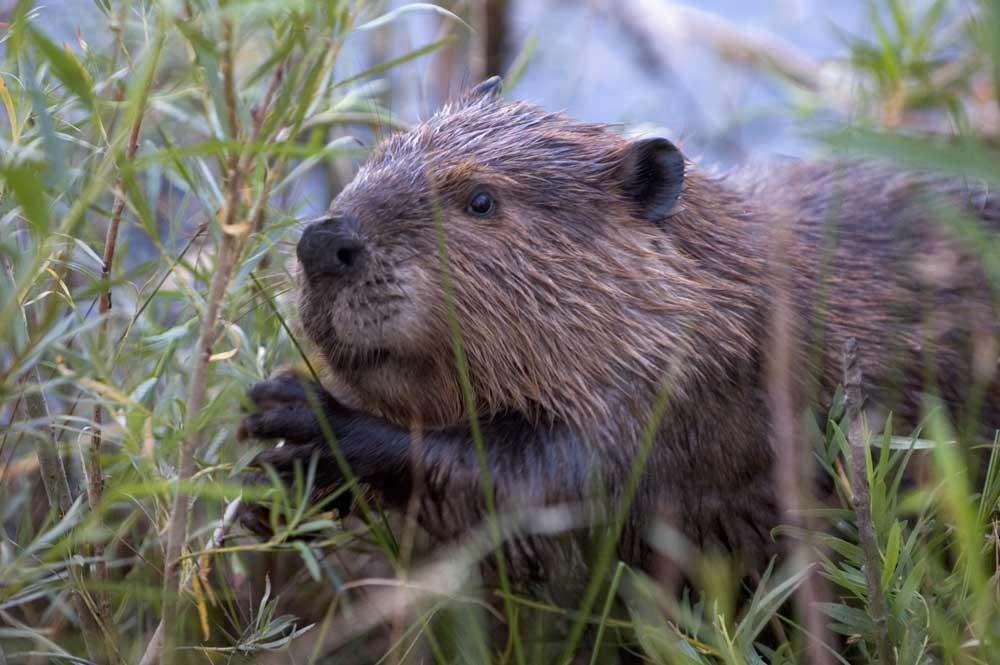
Castor du Canada, Castor canadensis. Innis avançait qu'il était impossible de comprendre l'histoire du Canada sans être familiarisé avec le mode de vie du castor.

L'intérêt d'Harold Innis pour les relations entre les empires et leurs colonies fut développé dans son étude, The Fur Trade in Canada: An Introduction to Canadian Economic History de 1930. L'ouvrage relatait l'histoire du commerce de la fourrure de castor du début du XVIe siècle aux années 1920. Au lieu de se concentrer, comme le faisaient les livres conventionnels, sur les aventuriers européens « héroïques » qui explorèrent le Canada sauvage, Innis documenta comment les interactions entre la géographie, la technologie et les forces économiques ont façonné à la fois le commerce des fourrures et la destinée économique et politique du Canada. Il conclut que la traite des fourrures a largement déterminé les frontières du Canada en ajoutant que le pays « n'a pas émergé malgré la géographie mais à cause d'elle ».
The Fur Trade in Canada décrit également les interactions culturelles entre trois groupes : les Européens dans les centres urbains qui considéraient les chapeaux en fourrure de castor comme un produit de luxe, les colons européens qui voyaient la fourrure de castor comme une matière première pouvant être exportées pour acheter des produits manufacturés de la métropole et les Amérindiens qui échangeaient les fourrures contre des produits manufacturés comme des outils, des fusils et de l'alcool. Innis décrit le rôle central joué par ces Amérindiens dans le développement du commerce des fourrures. Sans leurs techniques de chasse, leur connaissance du terrain et leurs objets avancés comme des canoës en écorce de bouleau et leurs raquettes, la traite des fourrures n'aurait pas existé. Cependant, leur dépendance aux technologies européennes bouleversa les sociétés amérindiennes. Selon Innis, « la nouvelle technologie avec ses innovations radicales apporta des changements si rapides dans la culture indienne qu'elle entraîna la destruction complète des peuples concernés par les guerres et les maladies ». L'historien Carl Berger avance qu'en plaçant la culture amérindienne au centre de son analyse de la traite des fourrures, Innis « fut le premier à expliquer convenablement la désintégration de la société amérindienne sous la pression du capitalisme européen ».
À la différence de nombreux historiens qui considèrent que l'histoire du Canada a commencé avec l'arrivée des Européens, Innis met l'accent sur les contributions économiques et culturelles des Amérindiens. Innis écrivit, « nous n'avons pas encore réalisé que l'Amérindien et sa culture furent fondamentaux dans la croissance des institutions canadiennes ». The Fur Trade in Canada conclut en avançant que l'histoire économique du Canada se comprend mieux en examinant comment une ressource principale est remplacée par une autre, les fourrures par le bois par exemple et l'importance finale des céréales et des minerais. La dépendance du Canada avec ses principales ressources le rendirent initialement plus dépendant des pays plus industrialisés et les changements « cycloniques » d'une ressource à une autre causèrent de fréquents bouleversements de la vie économique du pays.

### Pèche de la morue
Après la publication de son livre sur la traite des fourrures, Innis s'intéressa à une autre ressource principale, la morue qui avait été pêchée durant des siècles au large des côtes orientales de l'Amérique du Nord et plus particulièrement dans les Grands Bancs de Terre-Neuve. Le résultat fut The Cod Fisheries: The History of an International Economy publié en 1940 dans lequel il décrivit l'histoire détaillée de la concurrence des empires pour l'exploitation de cette ressource sur près de 500 ans. Tandis que son étude du commerce des fourrures s'était concentrée sur l'intérieur du continent avec son réseau de rivières et de lacs, The Cod Fisheries  avait une portée plus large en montrant les effets considérables d'un commerce global à la fois sur les empires et sur des colonies marginales comme Terre-Neuve, la Nouvelle-Écosse et la Nouvelle-Angleterre.

## Théories de la communication
L'étude d'Innis des effets du réseau interconnecté de lacs et de rivières sur le développement du Canada et des empires européens a éveillé son intérêt pour les relations économiques et culturelles complexes entre les moyens de transport et de communication. Durant les années 1940, Innis commença également à étudier la production de papier, une industrie importante dans l'économie canadienne. Ces recherches lui donnèrent un nouveau point de divergence depuis les ressources principales vers la communication. Son biographe Paul Heyer écrivit qu'Innis « suivit la pulpe de bois et le papier jusque dans son utilisation finale : journaux et journalisme, livres et publicité. En d'autres mots, en s'intéressant à une industrie basée sur une ressource naturelle, il se tourna vers une industrie culturelle dans laquelle l'information et finalement la connaissance était une marchandise qui circulait, avait une valeur et donnait du pouvoir à ceux qui la contrôlait ».

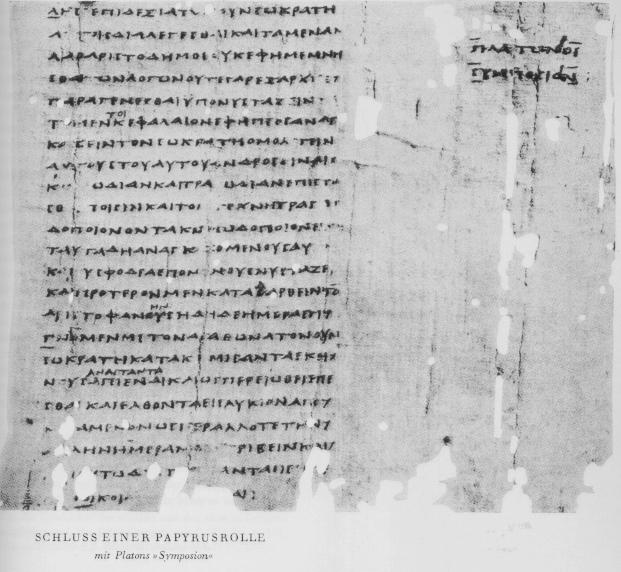
Une copie grecque du Banquet de Platon. Innis avançait que les dialogues de Platon combinaient la vitalité de la parole avec la puissance de l'écriture, un équilibre parfait entre le temps et l'espace.

L'une des principales contributions d'Innis aux études sur la communication fut d'appliquer des notions d'espace et de temps à divers médias qu'il divisa entre les médias à biais temporel et ceux à biais spatial. Les premiers, comme les tablettes d'argile, les stèles de pierre ou les manuscrits, sont plus durables tandis que les seconds incluant les moyens de communication modernes comme la radio, la télévision et les journaux de masse, sont plus éphémères. En conséquence, les médias à biais temporel favorisent la stabilité, la communauté, la tradition et la religion et ceux à biais spatial encouragent les changements rapides, le matérialisme et le sécularisme.
Innis examina la croissance et la chute des empires de l'Antiquité pour étudier les effets des moyens de communication. Il s'intéressa aux médias qui entraînèrent la croissance de l'empire, ceux qui le soutenaient durant son apogée et finalement les changements dans la communication qui hâtèrent sa chute. Il essaya de montrer que les médias « biaisés » vers l'espace ou le temps affectent les corrélations complexes nécessaires pour le maintien de l'empire. Ces corrélations incluent le partenariat entre la connaissance (et les idées) nécessaires à la création et à la stabilité d'un empire et le pouvoir (ou la force) demandée pour l'étendre et le défendre. Pour Innis, cette relation entre le savoir et la force a toujours été un facteur décisif de la compréhension des empires. Innis écrivit « l'épée et la plume travaillent ensemble. Le pouvoir fut renforcé par la concentration dans quelques mains spécialisées et les scribes, en entretenant et en étudiant les documents, contribuèrent à l'avancement de la connaissance et du savoir. Les documents écrits, signés, scellés et rapidement transmis étaient essentiels à la puissance militaire et à l'extension du gouvernement. ».
Innis avança que l'équilibre entre l'oral et l'écrit contribua à l'épanouissement de la Grèce antique à l'époque de Platon. Selon Innis, cet équilibre entre le biais spatial de l'écriture et le biais temporel de l'oral fut finalement perturbé à mesure que la tradition orale fut remplacée par l'écriture et la torche de l'empire passa de la Grèce à Rome.
L'analyse d'Innis des effets de la communication sur la croissance et la chute des empires le mena à avancer d'un ton grave que la civilisation occidentale faisait à présent face à une crise profonde. Le développement de puissants médias de communication comme les journaux à grand tirage a fait profondément basculer l'équilibre en faveur de l'espace et du pouvoir, au détriment du temps, de la continuité et de la connaissance. Cet équilibre nécessaire à la survie de la culture avait été bouleversé par ce qu'Innis considérait comme des moyens de communication « mécanisés » utilisés pour transmettre des informations rapidement sur de longues distances. Ces moyens avaient contribué à l'apparition d'une obsession pour l'instant présent en balayant les inquiétudes sur le passé et le futur. Innis écrivit :

« La pression écrasante de la mécanisation évidente des journaux et des magazines a mené à la création de vastes monopoles du savoir. Leurs positions établies impliquent la destruction continue, systématique et sans pitié des éléments de permanence nécessaires à l'activité culturelle. »

Pour Innis, la civilisation occidentale ne pourra être sauvée qu'en retrouvant l'équilibre entre l'espace et le temps. Selon lui, cela signifiait renforcer la tradition orale dans les universités tout en libérant les écoles supérieures des pressions politiques et commerciales. Dans son essai, A Plea for Time, il suggéra qu'un dialogue véritable au sein des universités pourrait produire le type de pensée critique nécessaire à la restauration de l'équilibre entre pouvoir et connaissance. Ensuite, les universités auraient le courage de s'attaquer aux monopoles de la connaissance mettant en péril la civilisation.
Même si Innis reste apprécié et respecté pour l'importance et la nature unique de ses travaux sur les théories de la communication, il a parfois été critiqué. En particulier, le style d'écriture fragmentaire et mosaïste d'Empire et Communications a été critiqué car perçu comme ambigu, très peu linéaire et manquant de connexions entre les niveaux d'analyse. Ses biographes ont suggéré que ce style a peut-être été la conséquence de la maladie d'Innis à la fin de sa carrière.

## Carrière académique et publique

### Influence dans les années 1930
À côté de son travail sur The Cod Fisheries, Innis écrivit beaucoup dans les années 1930 sur d'autres ressources principales comme les minerais et le blé et sur les immenses problèmes économiques du Canada dans la Grande Dépression. Durant les étés 1932 et 1933, il voyagea vers l'Ouest pour voir de lui-même les effets de la Dépression. L'année suivante, dans un essai intitulé, The Canadian Economy and the Depression, Innis souligna la détresse d'« un pays sensible à la plus petite lame de fond de perturbation internationale » et pourtant assailli par des différences régionales qui rendent difficiles l'application de solutions efficaces. Il décrivit une économie des Prairies dépendantes des exportations de blé souffrant d'un côté d'une grave sécheresse et de l'autre de l'accroissement du pouvoir politique des villes canadiennes protégées de la dépendance envers le commerce des ressources. Le résultat fut un conflit politique et une détérioration des relations entre le gouvernement fédéral et les provinces. Innis avertit que « nous manquons d'informations vitales sur lesquelles baser des possibles politiques pour faire face à la situation du fait de la faiblesse des sciences sociales au Canada ».

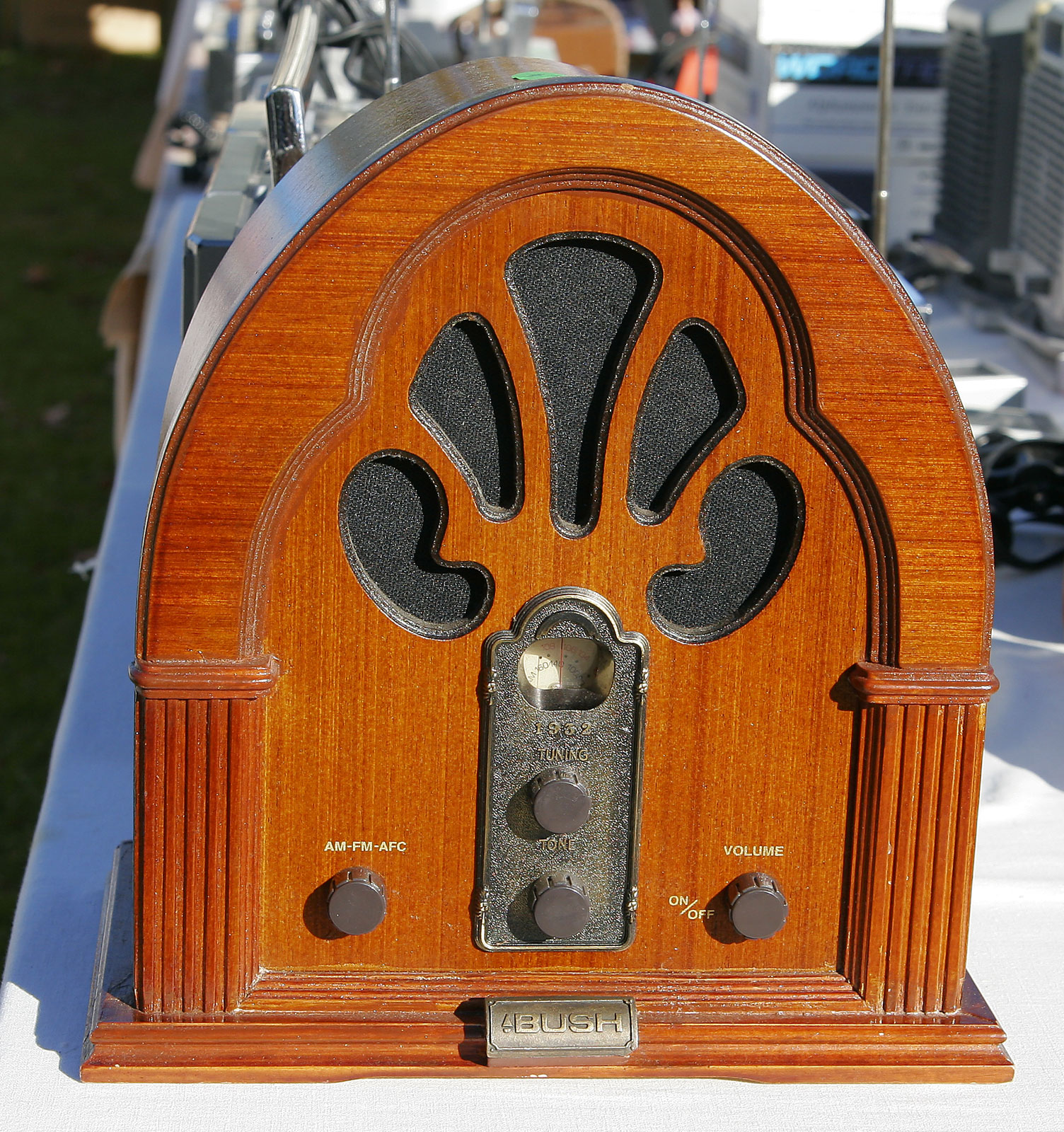
La radio, apparaissant dans l'Entre-deux-guerres, fut vivement critiquée par Innis car elle promouvait le « bavardage » et l'« ennui ». Innis considérait que la radio et les journaux à grand tirage encourageaient une pensée uniforme.

La réputation d'« intellectuel public » d'Innis grandissait et, en 1934, le premier ministre de la province de Nouvelle-Écosse, Angus Lewis Macdonald, l'invita à servir dans une commission pour examiner les problèmes économiques de sa province. L'année suivante, il aida à établir The Canadian Journal of Economics and Political Science. En 1936, il fut nommé à un poste de professeur permanent à l'université de Toronto et une année plus tard, il devint le directeur du département d'économie politique de l'université.
Innis fut nommé président de l'Association de sciences politiques canadiennes en 1938. Son discours inaugural, intitulé The Penetrative Powers of the Price System, a certainement déconcerté ses auditeurs car il s'étendait sur plusieurs siècles d'histoire économique et passait abruptement d'un sujet à l'autre, des développements monétaires aux schémas de commerce et de colonisation. Le discours fut une tentative ambitieuse de montrer les effets perturbateurs des nouvelles technologies culminant dans le passage moderne d'un système industriel basé sur le charbon et le fer à de nouvelles sources de puissance industrielles comme l'électricité, le pétrole et l'acier. Innis tenta également de montrer les effets commerciaux de la circulation de masse des journaux rendue possible par l'expansion de la production imprimée et de l'apparition de la radio « menaçant de contourner les murs imposés par les droits de douane et de dépasser les frontières fréquemment refusées à d'autres médias de communication ». Innis affirmait que les deux médias stimulaient la demande de biens de consommation et promouvaient le nationalisme.
Innis participa également à un projet international qui produisit 25 volumes d'une série appelée The Relations of Canada and the United States entre 1936 et 1945. Innis édita et écrivit les préfaces des volumes rédigés par les universitaires canadiens. Sa propre étude des pêcheries de morue fut également publiée dans la série. Son travail avec James Shotwell, l'éditeur de la série, lui permit d'avoir accès aux financements de la fondation Carnegie pour de nouvelles recherches académiques. Comme indiqua John Broadus Watson, « le projet offrit l'une des rares sources de financement universitaire dans ces temps de vaches maigres ».

### Politiques et Grande Dépression

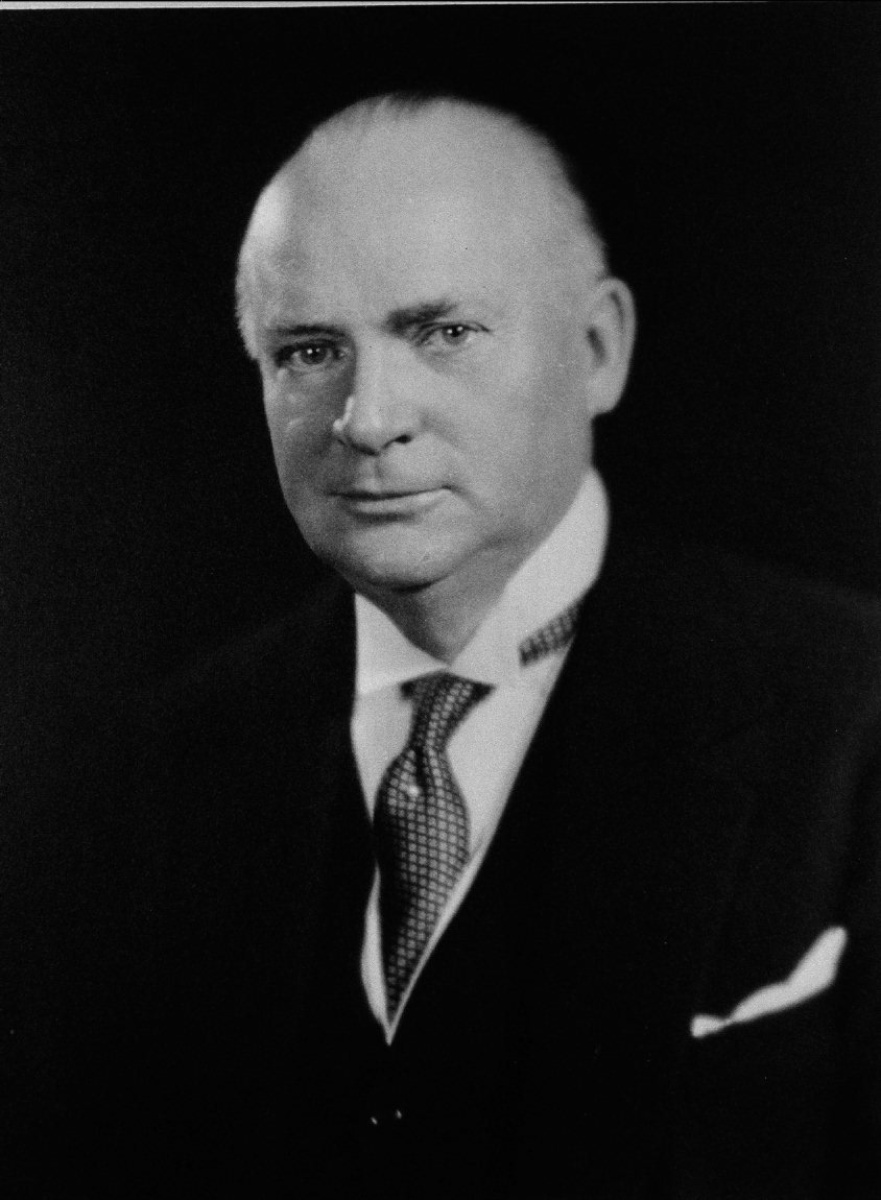
Richard Bennett était le premier ministre conservateur du Canada durant la Grande Dépression de 1930 à 1935. Même si Innis défendait le fait de rester en dehors de la politique, il correspondit avec Bennet pour le presser de renforcer la loi contre les monopoles économiques.

La période de la Grande Dépression avec son chômage de masse, sa pauvreté et son désespoir donna naissance à de nouveaux mouvements politiques canadiens. En Alberta par exemple, le radio-évangéliste William Aberhart mena son parti populiste du Crédit social à la victoire en 1935. Trois ans plus tôt, à Calgary dans l'Alberta, les réformateurs sociaux avaient fondé un nouveau parti politique, la Fédération du commonwealth coopératif (CCF). Il défendait un socialisme démocratique et une économie mixte avec le contrôle d'État des industries clés. Frank Underhill, l'un des collègues d'Innis à l'université de Toronto était l'un des membres fondateurs du CCF. Innis et Underhill avaient tous deux été membres d'un précédent groupe de l'université s'étant déclaré « déçu des politiques des deux principaux partis politiques du Canada » et se destinait à « former un corps complet d'opinions progressistes ». En 1931, Innis présenta un article au groupe sur la situation économique du Canada mais il refusa par la suite de participer à un parti politique et dénonça les universitaires engagés tels qu'Underhill comme des « évangélistes bouillants ».
Innis affirmait que les universitaires n'avaient aucune place dans la politique et qu'ils devaient au contraire se consacrer aux recherches sur les problèmes publics et ensuite à la production de connaissances basées sur la pensée critique. Il voyait l'université, avec son accent mis sur le dialogue, l'ouverture d'esprit et le scepticisme comme une institution pouvant engendrer de telles pensées et recherches. Il écrivit que « l'université doit fournir un environnement aussi libre que possible des biais des diverses institutions formant l'État pour que ses intellectuels puissent continuer à chercher et à explorer d'autres perspectives ».
Bien que compatissant envers la souffrance des fermiers de l'Ouest et des ouvriers urbains au chômage, Innis n'embrassa pas le socialisme. Eric Havelock, un collègue gauchiste d'Innis expliqua de nombreuses années après qu'Innis se méfiait des « solutions » politiques importées d'ailleurs, en particulier celles basées sur une analyse marxiste et son attachement à la lutte des classes. Il s'inquiétait également que du fait de l'affaiblissement des liens entre le Canada et le Royaume-Uni, le pays tomberait sous l'influence des idées américaines plutôt que de développer ses propres idées basées sur les caractéristiques uniques du Canada. Havelock ajouta :

« Il a été appelé le conservateur radical de son époque. Ce n'était pas une mauvaise description d'un esprit complexe, clairvoyant, prudent, peut-être au fond pessimiste dans les zones où les penseurs que nous qualifierons de « progressistes » avaient moins de difficulté à rendre position ; jamais satisfait de ne choisir qu'un ou deux éléments dans une équation compliquée afin de construire rapidement une politique ou un programme ; très largement qualifié intellectuellement pour prendre en compte l'ensemble des facteurs et à comprendre leurs effets souvent contradictoires. »

### Fin de carrière et mort
Dans les années 1940, Innis atteignit l'apogée de son influence à la fois dans les cercles académiques et dans la société canadienne. En 1941, il aida à la création de l'Association d'histoire économique américaine et son Journal of Economic History. Il devint par la suite le vice-président de l'association. Innis joua un rôle central dans la fondation de deux importantes sources de financement pour la recherche académique : le Canadian Social Science Research Council en 1940 et l'Humanities Research Council of Canada en 1944. En 1944, l'université du Nouveau-Brunswick décerna à Innis un diplôme honoraire et l'université McMaster, l'université Laval, l'université du Manitoba et l'université de Glasgow firent de même dans les années 1947-1948.

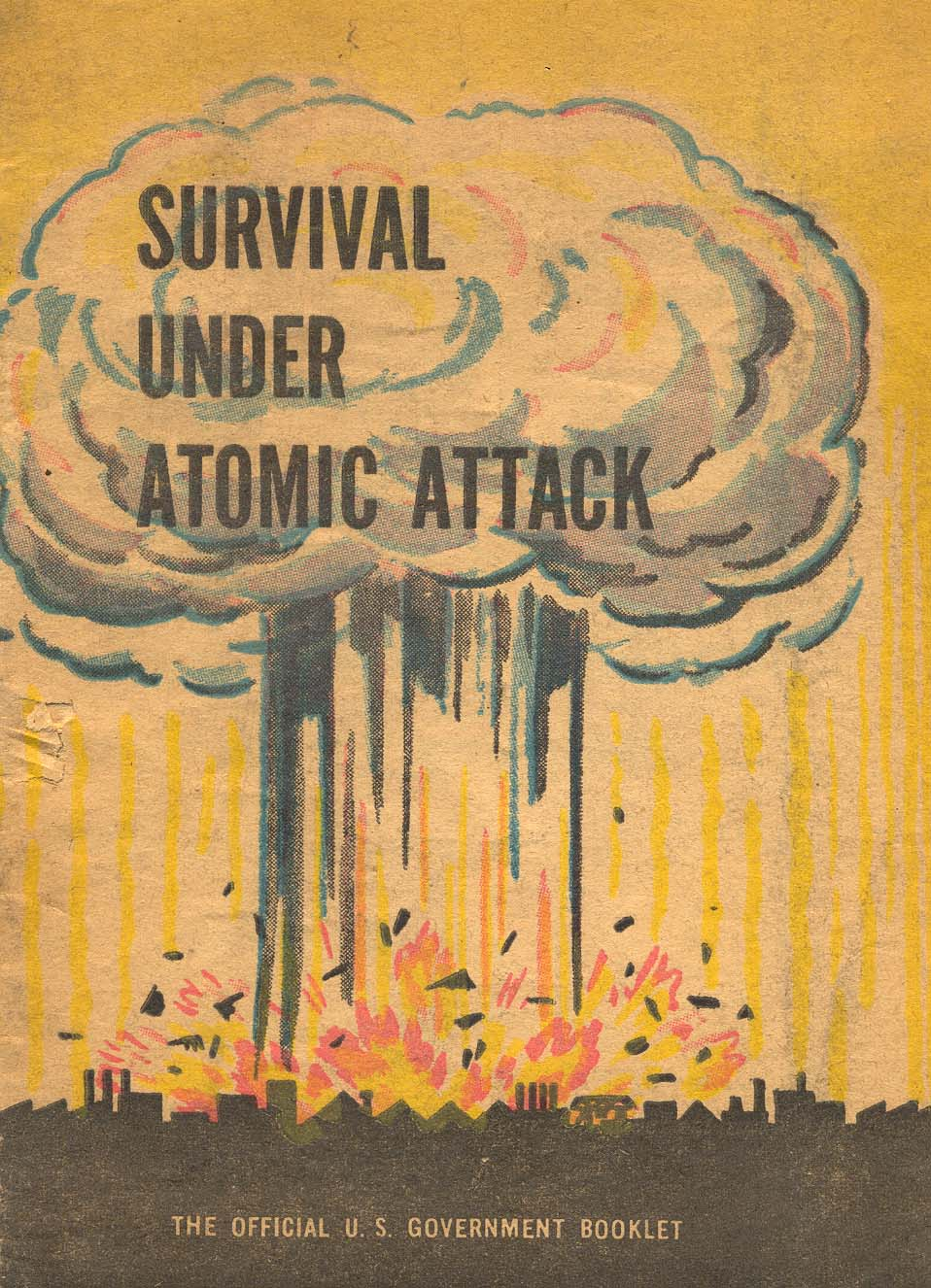
Un livret de la défense civile américaine. Innis se lamentait de la guerre froide et de la course aux armements nucléaires. Il considérait que le XXe siècle était caractérisé par une mobilisation permanente pour la guerre.

En 1945, Innis passa près d'un mois en Union soviétique où il avait été invité à participer aux célébrations marquant le 220e anniversaire de la fondation de l'académie russe des sciences. Dans son essai ultérieur, Reflections on Russia, il médita sur les différences entre l'économie soviétique « productiviste » et la philosophie occidentale « consumériste » :

« Une économie mettant l'accent sur les biens de consommation est caractérisée par des industries de communication largement dépendantes de la publicité et des efforts constants pour atteindre le plus grand nombre de lecteurs ou d'auditeurs ; une économie mettant l'accent sur la production de biens est caractérisée par des industries de communication largement dépendantes du soutien de l'État. En conséquence de ce contraste, une opinion publique commune en Russie et à l'Ouest est difficile à obtenir. »

Peu après le voyage d'Innis à Moscou et à Leningrad, la rivalité entre l'Union soviétique et les États-Unis se transforma en guerre froide. Innis se lamentait de cette montée des tensions. Il voyait l'Empire soviétique comme un contrepoids pour l'Empire américain basé sur le mercantilisme, l'individualité et le changement permanent. Pour Innis, la Russie était une société dans la tradition occidentale et non une civilisation extraterrestre. Il abhorrait la course aux armements nucléaires qu'il voyait comme le triomphe de la force sur la connaissance et une forme moderne d'Inquisition : « Le Moyen Âge brûlait ses hérétiques et l'age moderne les menace avec des bombes atomiques ».
En 1946, Innis fut élu président de la Société royale du Canada, le principal organisme scientifique et universitaire du Canada. La même année, il participa à la commission royale du Manitoba sur l'éducation des adultes et il publia Political Economy in the Modern State, une collection de discours et d'essais qui reprenait ses études sur les ressources et ses travaux sur la communication. En 1947, Innis fut nommé doyen des études universitaires de l'université de Toronto. En 1948, il donna des conférences aux universités de Londres, de Nottingham et d'Oxford. En 1949, Innis fut nommé commissaire de la commission royale sur les transports du gouvernement fédéral, une fonction imposant de nombreux déplacements à un moment où sa santé commença à décliner. La dernière décennie de sa carrière au cours de laquelle il travailla sur la communication fut une période malheureuse pour Innis. Il était académiquement isolé car ses collègues économistes ne comprenaient pas le lien entre ce nouveau travail et ses travaux pionniers dans la théorie des ressources principales. Son biographe, John Watson, écrivit que « le manque presque complet de réponses positives aux travaux sur la communication contribua à son surmenage et à sa dépression ».
Innis mourut d'un cancer de la prostate en 1952 quelques jours après son 58e anniversaire. L'Innis College de l'université de Toronto et la bibliothèque Innis de l'université McMaster furent nommés en son honneur.

## Innis et McLuhan
Marshall McLuhan était un collègue d'Innis à l'université de Toronto. En tant que professeur de littérature anglaise, McLuhan fut flatté lorsqu'il apprit qu'Innis avait mis son livre La mariée mécanique, sur la liste de lecture du cursus économique de quatre ans. McLuhan continua les travaux d'Innis sur les effets des médias de communication. Le biographe Paul Hayer, écrivit que le concept d'Innis de « biais » d'un moyen de communication peut être vu comme un « précurseur moins flamboyant de la phrase emblématique de McLuhan, Le message, c'est le médium ». Innis essaya par exemple de montrer comment les médias imprimés comme les livres et les journaux étaient « biaisés » envers le contrôle sur l'espace et le pouvoir séculier alors que les médias engravés comme les stèles ou les tablettes d'argile étaient « biaisés » en faveur de la continuité dans le temps et la connaissance religieuse et métaphysique. McLuhan se concentrait sur ce qui pouvait être qualifié de « biais sensoriel » en avançant par exemple que les livres et les journaux faisaient appel à la rationalité de l'œil tandis que la radio jouait sur l'irrationalité de l'oreille. Les différences entre les deux approches ont été résumées par James W. Carey :

« McLuhan et Innis reconnaissaient tous deux la centralité de la technologie de l'information ; ils différaient néanmoins dans les principaux types d'effets qu'ils voyaient dériver de cette technologie. Alors qu'Innis considérait que la technologie de la communication affectait principalement l'organisation sociale et la culture, McLuhan avançait que l'effet principal s'exerçait sur l'organisation sensorielle et la pensée. McLuhan avait beaucoup à dire sur la perception et la pensée mais peu à dire sur les institutions ; Innis parla beaucoup sur les institutions et peu sur la perception et la pensée. »

Le biographe John Watson nota que le travail d'Innis était profondément politique alors que celui de McLuhan ne l'était pas. Il écrivit que « la mécanisation de la connaissance, pas le relativement consensuel biais des médias, est la clé du travail d'Innis. Cela souligne également la politisation de la position d'Innis par rapport à McLuhan ». Watson ajoute également qu'Innis considérait que des médias très différents pouvaient produite des résultats similaires. « Pour Innis, le journalisme jaune des États-Unis et les mégaphones nazis avaient les mêmes effets négatifs : ils réduisaient les hommes du statut d'êtres conscients à de simples automates dans une chaîne de commandement ». Watson avançait que si McLuhan séparait les médias suivant leurs biais sensoriels, Innis examinait un groupe différent de corrélations, la « dialectique du pouvoir et de la connaissance » dans des circonstances historiques spécifiques. Pour Watson, le travail d'Innis était donc plus flexible et moins déterministe que celui de McLuhan.
En tant qu'universitaires et enseignants, Innis et McLuhan partageaient un même dilemme car les deux avançaient que la culture littéraire tendait à produire une homogénéisation de la pensée mais les deux rédigèrent de nombreux ouvrages. Dans son introduction à la réédition de 1964 de The Bias of Communication, McLuhan s'émerveilla de la technique d'Innis de juxtaposer ses « sa vision dans une structure mosaïque de phrases et d'aphorismes apparemment sans rapports et disproportionnés ». McLuhan avançait que si cela rendait la prose d'Innis dense et difficile, « un schéma de pensée non conçu pour le palais du consommateur », la méthode d'Innis s'approchait de la « forme naturelle de la conversation ou du dialogue plutôt que du discours écrit ». McLuhan écrivit « quelle excitation de rencontrer un écrivain dont chaque phrase invite à une méditation et une exploration prolongée ». Les livres de McLuhan avec leur utilisation d'aphorismes, de jeux de mots, de traits d'esprit et d'observations étrangement superposées employaient également la technique mosaïque d'Innis.
Les théories d'Innis sur l'économie politique, la société et les médias restent encore particulièrement pertinentes : Il eut une influence profonde sur la sociologie des médias et de la communication et, en conjonction avec McLuhan, offrit des perspectives révolutionnaires sur le rôle des technologies de communication en tant qu'acteurs clés des changements sociaux et historiques. Ensemble, leurs travaux avancèrent une théorie de l'histoire dans laquelle la communication est centrale dans les changements et les transformations sociales.

## Ouvrages d'Innis
- Harold Innis, A History of the Canadian Pacific Railway, Toronto, University of Toronto Press, 1923 (réimpr. 1971)
- Harold Innis, The Fur Trade in Canada : An Introduction to Canadian Economic History, Toronto, University of Toronto Press, 1930 (réimpr. 1956)
- Harold Innis, Peter Pond, fur trader and adventurer, Toronto, Irwin & Gordon, 1930
- Harold Innis, The Cod Fisheries : The History of an International Economy, Toronto, The Ryerson Press, 1940
- Harold Innis, Political Economy in the Modern State, Toronto, The Ryerson Press, 1946
- Harold Innis, Empire and Communications, Oxford, Clarendon Press, 1950
- Harold Innis, The Bias of Communication, Toronto, University of Toronto Press, 1951
- Harold Innis, The Strategy of Culture, Toronto, University of Toronto Press, 1952
- Harold Innis, Changing Concepts of Time, Toronto, University of Toronto Press, 1952
- Harold Innis, Essays in Canadian Economic History, Toronto, University of Toronto Press, 1956
- Harold Innis, The Idea File of Harold Adams Innis, Toronto, University of Toronto Press, 1980